# Urządzenie Ochrony Zwierząt UOZ-1

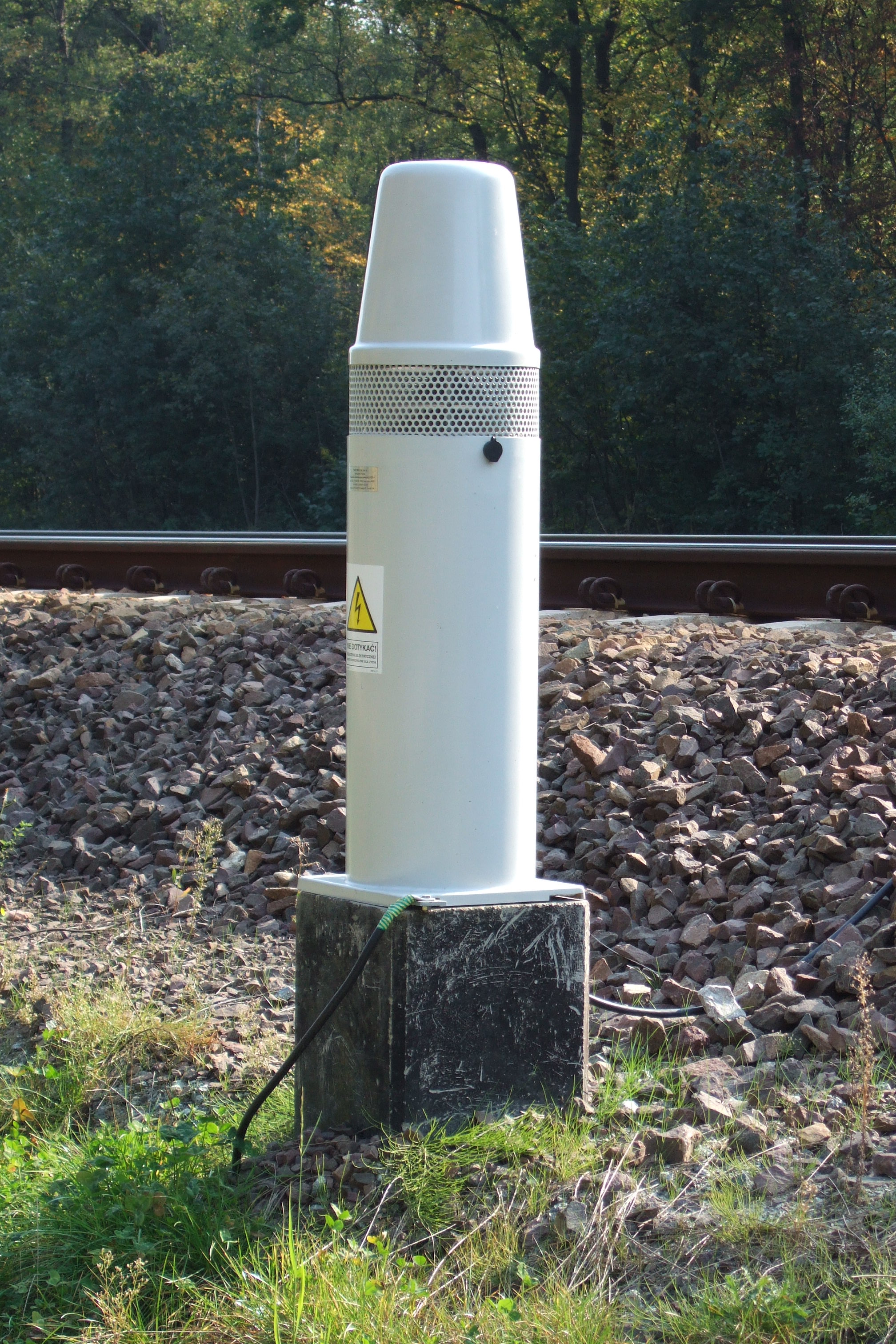
UOZ-1

Urządzenie Ochrony Zwierząt UOZ-1 – odpłaszacz akustyczny, urządzenie dźwiękiem ostrzegające zwierzęta przed przejazdem pociągu, wprowadzane przez Polskie Koleje Państwowe. Przeznaczone jest do instalowania w miejscach przecięcia linii kolejowej ze szlakami migracji dużych ssaków w celu przeciwdziałania kolizji pociągu ze zwierzęciem, a tym samym zmniejszenia strat w populacji tych zwierząt. Urządzenie ma na celu wywołanie u zwierzęcia odruchu ucieczki w wyniku odebrania sygnału ostrzegawczego.
Urządzenie płoszy jelenie, sarny, łosie, dziki, zające oraz małe i duże drapieżniki.
Na około minutę przed przejazdem pociągu odstraszacz wydaje opracowaną przez zoopsychologów atrapę bodźców kluczowych – sekwencję naturalnych alarmująco-informacyjnych sygnałów dźwiękowych:
- ostrzegawczy krzyk sójki[4][3] (ptaka reagującego krzykiem na potencjalne zagrożenie i tym samym ostrzegającego inne zwierzęta)[5]
- ujadanie psów w nagance[3] (stanowiących jedno z głównych zagrożeń dla zwierząt polnych i leśnych)[5]
- rżenie konia[3]

wzbogaconych o dodatkowe bodźce, tzw. sekwencje śmierci:
- kniazienie zająca (głos, jaki wydaje, gdy jest przerażony lub ranny)[4][3][5]
- kwik zarzynanej świni[3][5]

Reakcja dzikich zwierząt na te sygnały jest uwarunkowana genetycznie w taki sposób, że nie działa wtedy mechanizm przyzwyczajania się do tego typu bodźców.
Sekwencja ta trwa od 30 do 180 sekund. Jej długość jest automatycznie dopasowywana do zmieniającej się prędkości pociągu. Autorzy opracowania zapewniają, że „przy sporządzaniu atrapy żadne zwierzę nie było celowo szczute, dręczone i nie zostało celowo zabite”.
Pomysłodawcą urządzenia jest Marek Stolarski z Przedsiębiorstwa Wdrożeniowo-Produkcyjnego „Neel” sp. z o.o. z Warszawy, zajmujący się automatyką kolejową. Sekwencję dźwięków określiła, opierając się na swoich badaniach, biolog prof. Simona Kossak z Instytutu Badawczego Leśnictwa w Białowieży. Odstraszacze mają kształt walca o wysokości 110 cm i średnicy 30 cm i są koloru szarego; obudowa wykonana jest z odpornych na warunki atmosferyczne wysokoudarowych kompozytów epoksydowo-szklanych. Koszt zainstalowania jednego to ok. 35 tys. zł. Na jednym kilometrze toru instaluje się 15 odstraszaczy akustycznych. Ich zastosowanie jest rozwiązaniem o innym charakterze niż tzw. „zielone mosty” dla zwierząt, gdyż tu zwierzęta mogą przechodzić na całej długości toru z ograniczeniem na czas przejazdu pociągu. „Zielony most” nie daje gwarancji, że zwierzę go odnajdzie, a ogrodzenie kierujące do niego może stać się pułapką ułatwiającą polowanie drapieżnikom. Odstraszacze są także tańsze od mostów (zbudowanie nad torami bezpiecznego przejścia dla zwierząt kosztuje ok. 20 mln złotych; w tej cenie system UOZ-1 pozwala zapewnić ochronę torów na długości 200–400 km). Cały system został zbudowany w ciągu 6 miesięcy.
W 2005 roku 62 odstraszacze stanęły na linii kolejowej nr 2 między Mińskiem Mazowieckim a Siedlcami (linia E20), były to pierwsze takie urządzenia. Od chwili ich zainstalowania, według relacji kolejarzy i myśliwych, nie zginęło na tej trasie ani jedno zwierzę. Liczba tropów w okolicach odstraszaczy jest znacznie mniejsza niż w innych podobnych miejscach.
Na przełomie 2004 i 2005 roku Instytut Badawczy Leśnictwa wykonał wstępne badania skuteczności działania urządzeń (zastosowano metodę tropień zimowych), które wykazały, że ssaki roślinożerne (jelenie, sarny, dziki i zające), drapieżniki (lisy, jenoty, kuny) oraz ptaki (sójki) prawidłowo odczytują sygnały wysyłane przez UOZ-1, a jednocześnie nie opuszczają terenów przylegających do odcinka linii, na której zainstalowano tego typu urządzenia.
Od czasu instalacji wiosną 2004 roku na chronionym obszarze linii kolejowej zginęły tylko dwa duże ssaki (łania i sarna gonione przez psy), podczas gdy na niedalekich obszarach kontrolnych miało miejsce kilkanaście takich przypadków. Po sześciu latach działania urządzeń zwierzęta nadal chętnie przebywały w pobliżu linii kolejowej, a jednocześnie nadal reagowały na sygnały (ponad 80% zwierząt reagowało na sygnały ściśle wg przewidywań – stawały się czujne, a następnie wycofywały w kierunku ściany lasu, a po przejeździe pociągu wracały do kontynuowania przerwanych czynności).

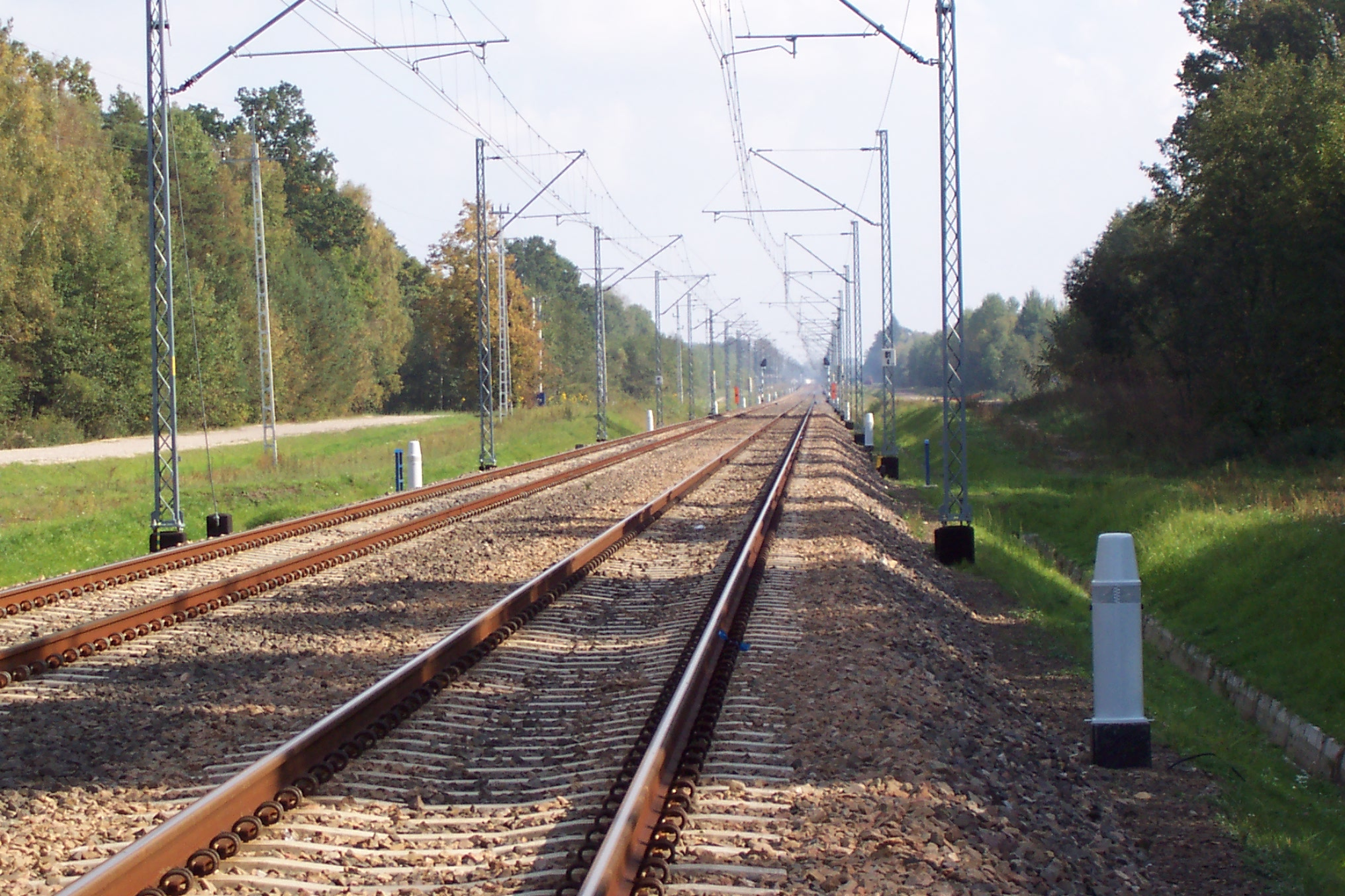
Urządzenia UOZ-1 przy torach

Kolej zamierza montować odpłaszacze przy kolejnych modernizowanych trasach, czyli na odcinkach Wrocław – Poznań, Warszawa – Gdynia, Warszawa – Łódź, Wrocław – Zgorzelec. Obecnie urządzenia te działają na wielu odcinkach głównych linii kolejowych w Polsce, m.in. na linii E65 Warszawa – Gdańsk (obszar LCS Nasielsk, LCS Działdowo, LCS Iława oraz LCS Malbork) oraz linii E30 (obszar LCS Bolesławiec i LCS Węgliniec), a w 2012 roku zostały zainstalowane na dwóch trzykilometrowych odcinkach linii dużych prędkości Moskwa – Sankt Petersburg – Helsinki.
Odległość pomiędzy kolejnymi urządzeniami na trasie powinna wynosić ok. 70 m, naprzemiennie po obu stronach torowiska, w miejscach stałych tras przemieszczania się zwierząt. Odstraszacze są zasilane z kontenera samoczynnej blokady liniowej SHL-12. Urządzenia są też zabezpieczone przed włamaniem – w takim wypadku emitują sygnał dźwiękowy i informują Centrum Utrzymania i Diagnostyki Lokalnego Centrum Sterowania Ruchem Kolejowym o zdarzeniu.
Każde urządzenie UOZ-1 jest autonomicznie pracującą jednostką, wyposażoną w listwę przyłącza elektrycznego, zespół elektroniki sterującej, a także głowicę z przetwornikami elektroakustycznymi. Mocowane jest do solidnego, betonowego fundamentu posadowionego na podtorzu.
Urządzenia uruchamiane są automatycznie tuż przed przejazdem pociągu na podstawie sygnałów otrzymanych z urządzeń automatyki sterowania ruchem kolejowym. Z urządzeniami współpracują moduły diagnostyczne zainstalowane w kontenerach samoczynnej blokady liniowej lub specjalizowanych kontenerach UOZ.
W 2015 roku działało około 1000 takich urządzeń.
Urządzenia UOZ-1 zostały wyróżnione na Targach TRAKO 2009 Nagrodą im. Ernesta Malinowskiego na najciekawszy wyrób i innowację techniczną stosowaną w kolejnictwie.